# Tillhör
Inom mängdteorin är tillhör ett grundläggande begrepp.
Ett element tillhör en mängd om mängden är definierad så att elementet beskrivs i definitionen. Det måste gå att avgöra för varje element om det tillhör mängden eller ej. Att elementet x tillhör mängden A skrivs {\displaystyle x\in A}. Att x inte tillhör mängden A skrivs x ∉ A.